# Coolaid
Coolaid è il quattordicesimo album in studio del rapper americano Snoop Dogg, pubblicato il 1 luglio 2016 per l'etichetta Doggystyle Records/eOne Music.

## Tracce
1. Legend – 3:47
2. Ten Toes Down – 3:07
3. Don't Stop (feat. Too Short) – 3:41
4. Super Crip – 3:46
5. Coolaid Man – 3:27
6. Let Me See Em Up (feat. Swizz Beatz) – 3:57
7. Point Seen Money Gone (feat. Jeremih) – 4:19
8. Oh Na Na (feat. Wiz Khalifa) – 3:21
9. My Carz – 3:37
10. Two Or More – 3:53
11. Affiliated (feat. Trick-Trick) – 4:08
12. Feel About Snoop – 2:52
13. Light It Up (feat. Swizz Beatz) – 4:32
14. Side Piece – 4:53
15. Kush Ups (feat. Wiz Khalifa) – 3:57
16. Double Tap (feat. E-40 e Jazze Pha) – 3:17
17. Got Those – 3:31
18. Let the Beat Drop (Celebrate) (feat. Swizz Beatz) – 4:24
19. What If (feat. Suga Free) – 3:27
20. Revolution (feat. October London) – 4:12